# Mercado freelance
Un Mercado Freelance
(or Mercado de Subcontratación) es una página web que pone en contacto a compradores y vendedores de servicios freelance, con especial foco en los servicios que se pueden ofrecer vía Internet. 
En este tipo de páginas, tanto los compradores como los vendedores de estos servicios deben crear un perfil.Los proveedores de servicios proporcionan una descripción de la cartera de servicios que ofrecen, enlaces a proyectos realizados, tarifas, disponibilidad, y otros detalles relevantes sobre el proveedor. Los compradores de servicios incluyen especificaciones del tipo de trabajo que necesitan contratar. Los compradores y vendedores de servicios pueden ponerse en contacto, y pueden calificar y escribir recomendaciones (positivas o negativas) en los perfiles de la web.

## Servicios
Los servicios ofrecidos por mercados freelance online pueden incluir:
- Diseño Web / Marketing por Internet
- Diseño Gráfico / Presentaciones / Multimedia
- Ilustración / Dibujo / Pintura / Escultura
- Marketing / Publicidad / Ventas / Relaciones Públicas
- Ingeniería / CAD / Arquitectura
- Redes / Hardware
- Servicios Legales
- Moda / Diseño de Interiores / Paisajismo
- ERP / CRM
- Programación / Software / Bases de datos
- Redacción / Edición / Traducción
- Ventas / Telemarketing
- Consultoría de Gestión
- Fotografía / Video
- Contabilidad
- Broadcasting